# Bournel
Bournel é uma comuna francesa na região administrativa da Nova Aquitânia, no departamento Lot-et-Garonne. Estende-se por uma área de 14,25 km². Em 2010 a comuna tinha 254 habitantes (densidade: 17,8 hab./km²).